# William Calcraft
William Calcraft (11 octobre 1800 - 13 décembre 1879) fut au XIXème siècle l’un des plus actifs des bourreaux en Grande-Bretagne. En 45 ans de carrière, estime-t-on, il a procédé à 450 exécutions. Cordonnier de son métier, il fut recruté au début pour fouetter les jeunes délinquants détenus dans la prison de Newgate. C’est alors qu’il vendait des tourtes à la viande dans les rues autour de la prison qu’il avait rencontré John Foxton, le bourreau de la ville de Londres.
Après la mort de Foxton en 1829, le gouvernement nomma Calcraft bourreau officiel pour la ville de Londres et le Middlesex. Par la suite, ses services en tant que bourreau furent très demandés dans toute l’Angleterre. Certains ne le considéraient pas moins comme incompétent, condamnant en particulier son utilisation de la méthode de pendaison basse dans laquelle les condamnés étaient lentement étranglés avant de mourir.
Comme avec ses méthodes les condamnés mettaient plusieurs minutes à mourir, pour hâter la mort Calcraft tirait parfois énergiquement sur leurs jambes ou grimpait sur leurs épaules dans un effort pour briser le cou de la victime. On a supposé que s’il utilisait de tels procédés c’était en partie pour divertir les foules : elles comptaient parfois 30 000 spectateurs sinon plus.
Les exécutions en Angleterre ont été publiques jusqu’en 1868, année où la loi a changé et a rendu obligatoire les exécutions en privé et à l’intérieur de la prison. En 1868 Calcraft a donc procédé aux dernières exécutions publiques et aux premières exécutions privées. Parmi les personnes exécutées figurent Frederick et Marie Manning, les premiers époux à être pendus ensemble depuis 1700.